# Campionati del mondo di atletica leggera 2005 - 100 metri piani maschili
La gara dei 100 metri piani dei Campionati del mondo di atletica leggera di Helsinki 2005 si è disputata nelle giornate del 6 agosto (batterie e quarti di finale) e 7 agosto (semifinali e finale).

## Podio
| Posizione | Atleta         | Paese               |
| --------- | -------------- | ------------------- |
| Oro       | Justin Gatlin  | Stati Uniti         |
| Argento   | Michael Frater | Giamaica            |
| Bronzo    | Kim Collins    | Saint Kitts e Nevis |

## Batterie

### Batteria 1
1. Francis Obikwelu,  Portogallo 10"17 Q
2. Shawn Crawford,  Stati Uniti 10"23 Q
3. Simone Collio,  Italia 10"27 Q
4. Nicolas Macrozonaris,  Canada 10"40 q
5. Philam Garcia,  Guam 10"79
6. Derrick Atkins,  Bahamas 11"57
7. Harmon Harmon,  Isole Cook 11"84
8. Mariuti Uan,  Kiribati 11"92

### Batteria 2
1. Ronald Pognon,  Francia 10"15 Q
2. Ainsley Waugh,  Giamaica 10"16 Q
3. Olusoji Fasuba,  Nigeria 10"19 Q
4. Guus Hoogmoed,  Paesi Bassi 10"31 q
5. Łukasz Chyła,  Polonia 10"39 q
6. Shameer Ayub,  Singapore 10"82
7. Chi Kun Au,  Macao 11"11
  - Khalid Brooks,  Anguilla dns

### Batteria 3
1. Dwight Thomas,  Giamaica 10"15 Q
2. Patrick Johnson,  Australia 10"20 Q
3. Darrel Brown,  Trinidad e Tobago 10"25 Q
4. Matic Osovnikar,  Slovenia 10"40 q
5. Markus Pöyhönen,  Finlandia 10"49
6. Souhalia Alamou,  Benin 10"90
7. Wally Kirika,  Papua Nuova Guinea 11"01
  - Domeio Kabua,  Isole Marshall dns

### Batteria 4
1. Justin Gatlin,  Stati Uniti 10"16 Q
2. Joshua Ross,  Australia 10"28 Q
3. Nobuharu Asahara,  Giappone 10"40 Q
4. Mark Lewis-Francis,  Regno Unito 10"40 q
5. Leigh Julius,  Sudafrica 10"51
6. Darrel Roligat,  Isole Marianne Settentrionali 11"49
7. Daraphirit Sam,  Cambogia 11"85

### Batteria 5
1. Leonard Scott,  Stati Uniti 10"12 Q
2. Uchenna Emedolu,  Nigeria 10"17 Q
3. Jacey Harper,  Trinidad e Tobago 10"31 Q
4. Obadele Thompson,  Barbados 10"32 q
5. Pierre Browne,  Canada 10"50
6. Deamo Baguga,  Nauru 11"64
7. Phomma Kheuabmavong,  Laos 11"83

### Batteria 6
1. Marlon Devonish,  Regno Unito 10"25 Q
2. Marc Burns,  Trinidad e Tobago 10"42 Q
3. Churandy Martina,  Antille Olandesi 10"46 Q
4. Tlhalosang Molapisi,  Botswana 10"71
5. Yazaldes Nascimento,  São Tomé e Príncipe 11"07
6. John Howard,  Micronesia 11"24
7. Ali Shareef,  Maldive 11"44
  - Eric Pacome N'Dri,  Costa d'Avorio dnf

### Batteria 7
1. Kim Collins,  Saint Kitts e Nevis 10"31 Q
2. Michael Frater,  Giamaica 10"32 Q
3. Idrissa Sanou,  Burkina Faso 10"43 Q
4. Salem Mubarak Al-Yami,  Arabia Saudita 10"45 q
5. Juan Sainfleur,  Rep. Dominicana 10"47 q
6. Rolando Palacios,  Honduras 10"73
7. Wilfried Bingangoye  Gabon 10"86
8. Darren Gilford,  Malta 10"89

### Batteria 8
1. Jason Gardener,  Regno Unito 10"19 Q
2. Aziz Zakari,  Ghana 10"30 Q
3. Deji Aliu,  Nigeria 10"36 Q
4. Daniel Bailey,  Antigua e Barbuda 10"49
5. Fonseca Neto,  Angola 11"01
6. Reginaldo Micha Ndong,  Guinea Equatoriale 11"57
  - Christie van Wyk,  Namibia dns

## Quarti di finale

### Quarto 1
1. Justin Gatlin,  Stati Uniti 10"27 Q
2. Dwight Thomas,  Giamaica 10"28 Q
3. Aziz Zakari,  Ghana 10"41 Q
4. Patrick Johnson,  Australia 10"48
5. Mark Lewis-Francis,  Regno Unito 10"53
6. Nobuharu Asahara,  Giappone 10"58
7. Simone Collio,  Italia 10"60
  - Łukasz Chyła,  Polonia dns

### Quarto 2
1. Leonard Scott,  Stati Uniti 10"19 Q
2. Olusoji Fasuba,  Nigeria 10"24 Q
3. Marc Burns,  Trinidad e Tobago 10"29 Q
4. Kim Collins,  Saint Kitts e Nevis 10"32 q
5. Ainsley Waugh,  Giamaica 10"39
6. Churandy Martina,  Antille Olandesi 10"48
7. Guus Hoogmoed,  Paesi Bassi 10"51
8. Juan Sainfleur,  Rep. Dominicana 10"74

### Quarto 3
1. Francis Obikwelu,  Portogallo 10"19 Q
2. Shawn Crawford,  Stati Uniti 10"25 Q
3. Jason Gardener,  Regno Unito 10"31 Q
4. Joshua Ross,  Australia 10"31 q
5. Deji Aliu,  Nigeria 10"39
6. Jacey Harper,  Trinidad e Tobago 10"39
7. Matic Osovnikar,  Slovenia 10"48
8. Nicolas Macrozonaris,  Canada 10"48

### Quarto 4
1. Darrel Brown,  Trinidad e Tobago 10"10 Q
2. Ronald Pognon,  Francia 10"11 Q
3. Michael Frater,  Giamaica 10"12 Q
4. Uchenna Emedolu,  Nigeria 10"16 q
5. Marlon Devonish,  Regno Unito 10"20 q
6. Obadele Thompson,  Barbados 10"34
7. Salem Mubarak Al-Yami,  Arabia Saudita 10"48
8. Idrissa Sanou,  Burkina Faso 10"80

## Semifinali

### Semifinale 1
1. Leonard Scott,  Stati Uniti 10"08 Q
2. Michael Frater,  Giamaica 10"09 Q
3. Marc Burns,  Trinidad e Tobago 10"12 Q
4. Francis Obikwelu,  Portogallo 10"13 Q
5. Olusoji Fasuba,  Nigeria 10"18
6. Marlon Devonish,  Regno Unito 10"24
7. Joshua Ross,  Australia 10"27
8. Shawn Crawford,  Stati Uniti 10"28

### Semifinale 2
1. Justin Gatlin,  Stati Uniti 9"99 Q
2. Aziz Zakari,  Ghana 10"00 Q
3. Dwight Thomas,  Giamaica 10"06 Q
4. Kim Collins,  Saint Kitts e Nevis 10"07 Q
5. Jason Gardener,  Regno Unito 10"08
6. Uchenna Emedolu,  Nigeria 10"16
7. Darrel Brown,  Trinidad e Tobago 10"16
8. Ronald Pognon,  Francia 10"17

## Finale
1. Justin Gatlin,  Stati Uniti 9"88
2. Michael Frater,  Giamaica 10"05
3. Kim Collins,  Saint Kitts e Nevis 10"05
4. Francis Obikwelu,  Portogallo 10"07
5. Dwight Thomas,  Giamaica 10"09
6. Leonard Scott,  Stati Uniti 10"13
7. Marc Burns,  Trinidad e Tobago 10"14
8. Aziz Zakari,  Ghana 10"20